# Mimopezus pujoli
Mimopezus pujoli là một loài bọ cánh cứng trong họ Cerambycidae.